# Functional Ecology
Functional Ecology — британський науковий журнал, присвячений проблемам екології з особливим розглядом питань експериментальної екології..

## Історія
Заснований у 1987 році. Видається видавництвом Wiley-Blackwell спільно з Британським екологічним товариством, яке також випускає журнали Journal of Ecology, Journal of Applied Ecology і Journal of Animal Ecology.
Усі статті журналу доступні передплатникам на сайті журналу і видавництва Wiley InterScience в інтернеті.

## Тематика
Журнал публікує наукові статті з питань організменої екології, включаючи фізіологічну, поведінкову і еволюційну екологію, динаміки популяцій, у тому числі проблемам, що розглядаються на геномному рівні. Особлива увага приділяється експериментальній екології.

## ISSN
- ISSN 0269-8463
- Імпакт-фактор 4.861 (2012)

## Ресурси Інтернету
- Офіційний сайт журналу на сайтах BES [Архівовано 31 березня 2013 у Wayback Machine.] і Wiley-Blackwell Publishing [Архівовано 20 квітня 2012 у WebCite]
- Wiley InterScience (статті з 1997-)

## Виноски
1. ↑  The ISSN portal — Paris: ISSN International Centre, 2005. — ISSN 0269-8463
2. ↑  Editorial Board (British Ecological Society — Functional Ecology). British Ecological Society. Архів оригіналу за 20 квітня 2012. Процитовано 16 березня 2010.
3. ↑  Functional Ecology (Wiley - Blackwell Publishing). Wiley-Blackwell. Архів оригіналу за 20 квітня 2012. Процитовано 16 березня 2010.
4. 1 2  Functional Ecology (Wiley Blackwell Publishing). British Ecological Society. Архів оригіналу за 20 квітня 2012. Процитовано 16 березня 2010. [Архівовано 2012-05-31 у Wayback Machine.]